# London Stadium
|  | Denne artikel omhandler det Olympiske Stadion fra OL 2012. For stadion ved OL 1908, se White City Stadium og for stadion ved OL 1948, se Wembley Stadium (1923) |
London Stadium, tidligere Olympic Stadium, er et stadion i London. Det var hovedstadion under Sommer-OL 2012. Det ligger ved Marshgate Lane i Stratfort og rummede 80.000 tilskuere under legene, hvilket gjorde det til det tredjestørste stadion i landet efter Wembley Stadium og Twickenham Stadium. Opførelsen påbegyndtes i midten af 2007 med den officielle startdato 22. maj 2008, selvom noget af arbejdet uofficielt begyndte fire uger før dette. Byggeriet var afsluttet d. 29. marts 2011. Det blev brugt til atletik og til de Paralympiske lege samt åbnings- og afslutningsceremonierne.
Efter OL er stadionet ombygget, bl.a. med nyt tag og tilskuerkapaciteten er reduceret til 57.000 tilskuere, og er det fjerde største stadion i England. Fra sommeren 2016 er stadionet hjemmebane for fodboldklubben West Ham.
Atletikbanen er bibeholdt, men til dagligt dækket af teleskoptribuner. Atletikbanerne blev brugt til VM i atletik 2017.